# Necromanis
Necromanis és un gènere de mamífer folidot extint de posició incerta en la superfamília dels manoïdeus. Se n'han trobat restes fòssils a Alemanya, Espanya i França. Era un animal insectívor de vida arborícola.